# Susanne Häber

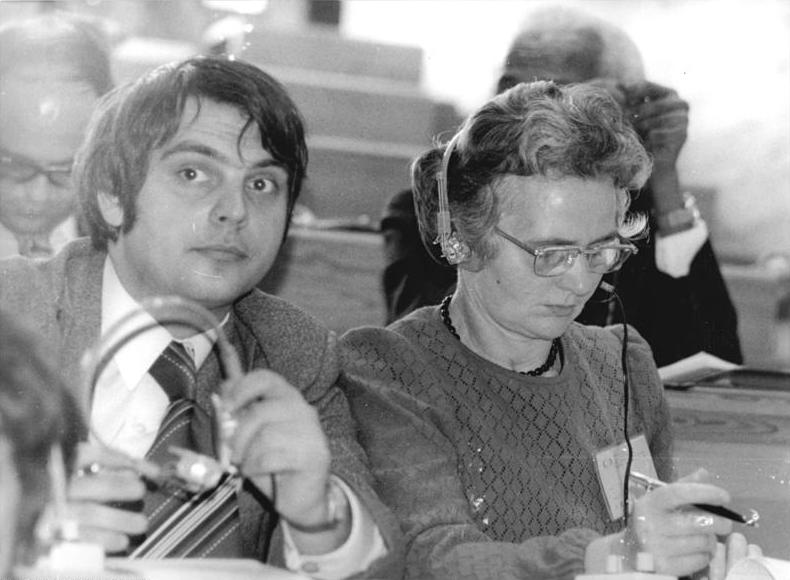
Susanne Häber (rechts) mit Hartmut König (links), Helsinki 1976

Susanne Häber (* 18. April 1927 in Niederwürschnitz im Erzgebirge als Susanne Vogel; † 14. Juli 2015 in Berlin) war eine deutsche Politikerin (DBD). Sie war Abgeordnete des Sächsischen Landtags und der Volkskammer der DDR.

## Leben
Susanne Häber absolvierte nach der Volksschule eine landwirtschaftliche Lehre und arbeitete bis 1945 als Wirtschafterin und in der elterlichen Landwirtschaft. 1947 übernahm die Familie Häber in Niederwürschnitz eine Neubauernstelle und gehörte 1953 zu den ersten LPG-Bauern des Ortes. Seit 1949 war Susanne Häber Mitglied der Demokratischen Bauernpartei Deutschlands (DBD). Nach einer kurzzeitigen Tätigkeit als Funktionärin im Bezirksvorstand Karl-Marx-Stadt der DBD arbeitete sie wieder als Bäuerin, legte 1962 die Facharbeiterprüfung als Rinderzüchterin ab und 1968 nach einem vierjährigen Fernstudium an der Fachschule für Landwirtschaft in Karl-Marx-Stadt den Fachschulabschluss als Agraringenieurin. Susanne Häber war Mutter von sechs Kindern.
Sie gehörte von 1950 bis 1952 der DBD-Fraktion im Sächsischen Landtag und von 1952 bis 1954 dem Bezirkstag Karl-Marx-Stadt an. Von 1954 bis 1958 und erneut von 1963 bis 1990 war sie Abgeordnete der Volkskammer der DDR, Fraktion der DBD. In der Bauernpartei übte sie bis 1989 mehrere ehrenamtliche Funktionen in zentralen Leitungsgremien aus. Mitglied des DFD-Bundesvorstandes war sie von 1950 bis 1952. Sie wurde mit dem Ehrentitel „Meisterbäuerin“ und als Hervorragende Genossenschaftsbäuerin ausgezeichnet. 1954 erhielt sie den Vaterländischen Verdienstorden in Bronze und 1989 in Gold.